# Lac de l'Évinos
Le lac de l'Évinos, en grec moderne : Ευηνολίμνη / Evinolímni ou Τεχνητή Λίμνη Εύηνου) / Technití Límni Evinou est un lac artificiel du dème de Thérmo, en Grèce-Occidentale.
Il résulte de la construction d'un barrage sur le fleuve Événos, commencé en 1992 et achevé en juin 2001. Le réservoir est rempli en octobre 2002.
Le lac sert à détourner une partie des eaux du fleuve pour renforcer l'approvisionnement en eau d'Athènes.